# شکاف پلکی
شکاف پلکی فضای بیضی شکل است بین مدیال و لترال کانتوس دو پلک باز است. به عبارت ساده آن، می‌توان گفت قسمت بازبین پلک‌ها. در بزرگسالان میزان آن در حدود 10 میلی‌متر به صورت عمودی و 30 میلی‌متر به صورت افقی است.
در سندرم الکل جنینی و در Williams syndrome این میزان کاهش می‌یابد. تریزومی۹ و ۲۱ می‌تواند سبب upslanted(شیب به سمت بالا) در حالی که در Marfan syndrome می‌تواند باعث downslant.
این شکاف ممکن است در ارتفاع عمودی در بیماری گریوز افزایش یابد که نشان دهندهٔ Dalrymple's sign است.
باریک شدن شکاف نیز می‌تواند یک شاخص برجستهٔ از trigger points در عضلهٔ استرنوکلوئیدومستوئید در سردرد tention دیده می‌شود.
در مطالعات حیوانات مشاهده شده که با ریختن lataprost شکاف پلکی تغییر می‌کند.